# Signetics
Signetics, era una de las mayores empresas del mundo dedicada a la creación de semiconductores. Fabricaba una importante variedad de dispositivos, incluyendo circuitos integrados, transistores, circuitos Dolby, memorias y circuitos analógicos, CPUs, etc.
Fundada en 1961 por David Allison, David James, Lionel Kattner, Mark Weissenstern (procedentes de Fairchild Semiconductor), y otros. Signetics es la primera compañía fundada para fabricar exclusivamente circuitos integrados. Hasta entonces todos los fabricantes de circuitos integrados habían comenzado fabricando transistores discretos.
Tuvo gran éxito con su lógica DTL, en competencia con Fairchild.
Fue la primera compañía en comercializar PLL's integrados.
Rondando 1971, la Signetics Corporation introdujo el circuito 555-timer. Fue llamado "The IC Time Machine". Fue el primer y único IC temporizador disponible en ese tiempo.
En 1975 Signetics fue comprada por Philips, para introducirse en la fabricación de circuitos integrados. Philips continuó el uso de Signetics como marca hasta 1992.
En ese momento Signetics mantenía un amplio catálogo de productos, tanto digitales como analógicos, incluyendo lógica estándar TTL, CMOS y ECL. Memorias TTL, ECL y mos. Microprocesadores nmos (el 2650) y TTL (8x300, 8X305).
La compañía coreana "Young Poong Electronics Corporation" adquirió Signetics en el año 2000 como mayor accionista.
Comenzó sus actividades entre 1960 y 1961. El nombre deriva de SIGnal NETwork Integrated Circuits (Circuitos Integrados de Señal de Redes).